# Международная колониальная выставка
Международная колониальная выставка (фр. Exposition coloniale internationale) — шестимесячная колониальная выставка, проведённая в Париже в 1931 году, на которой демонстрировались разнообразные культуры и огромные ресурсы колониальных владений Франции.

## История

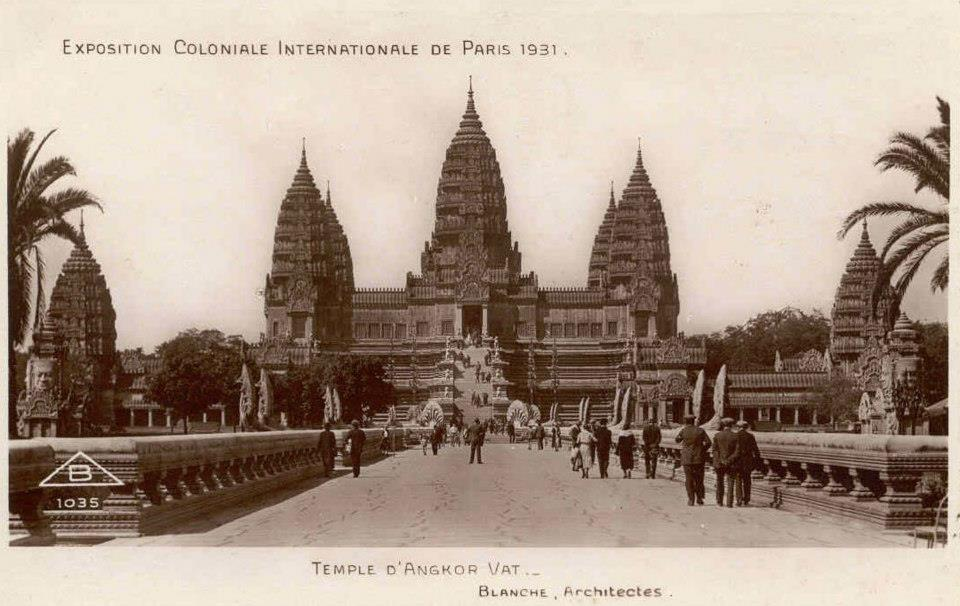
Открытка с изображением макета храма Ангкор-Ват на Парижской колониальной выставке

Экспозиция открылась 6 мая 1931 года в Венсенском лесу на восточной окраине Парижа. Масштаб был огромным. По оценкам, от 7 до 9 миллионов посетителей приехали со всего мира. Французское правительство вывозило местное население из колоний в Париж для демонстрации народных художественных промыслов, народных танцев, песнопений, а также макетов зданий в местных архитектурных стилях, таких как хижины или храмы. Гвоздём выставки был воссозданный на 5000 метрах камбоджийский храм Ангкор-Ват, который подсвечивался вечером. В мероприятии приняли участие другие страны, в том числе Нидерланды, Бельгия, Италия, Япония, Португалия, Соединенное Королевство и Соединенные Штаты.

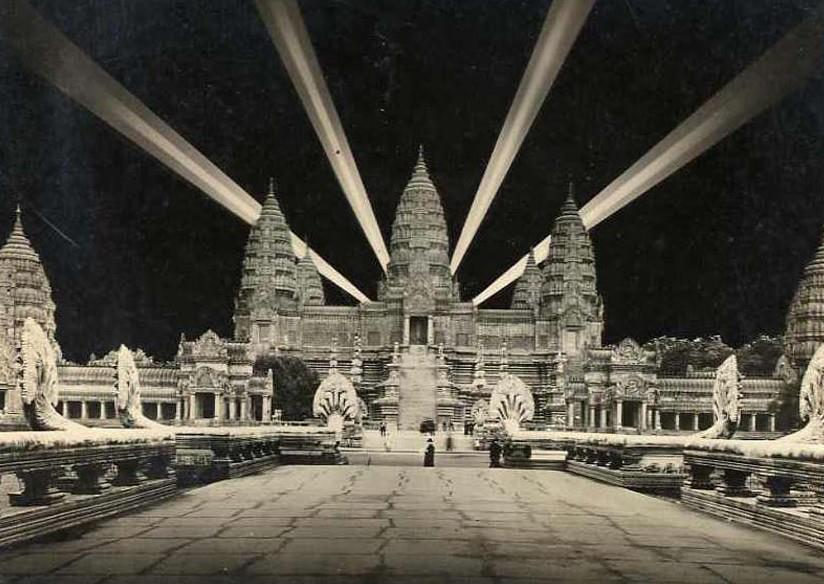
Ночная подсветка макета храма Ангкор-Ват

В политическом плане Франция надеялась, что экспозиция будет представлять колониальную империю в благоприятном свете, демонстрируя взаимный обмен культурами и выгоду усилий Франции за рубежом. Это, тем самым, отрицало бы критику со стороны Германии, утверждавшей, что Франция была «эксплуататором колониальных обществ и катализатором расового кровосмешения и декаданса». В экспозиции были освещены эндемичные культуры колоний; об усилиях Франции по распространению своего языка и культуры за рубежом, напротив, умалчивалось, чтобы создать впечатление, будто Франция присоединялась к колонизированным обществам, а не ассимилировала их.
Колониальная экспозиция стала форумом для обсуждения колониализма в целом и французских колоний в частности. Французские власти опубликовали более 3000 отчётов за шестимесячный период и провели более 100 конгрессов. Экспозиция служила средством для колониальных писателей, чтобы публиковать свои работы. Также она создала рынок в Париже для различных этнических кухонь, особенно североафриканских и вьетнамских. Кинорежиссёры выбрали французские колонии в качестве предметов своих произведений. В конце экспозиции открылся постоянный колониальный музей (ныне Музей иммиграции). Колониальная служба испытала большой прилив колонистов в связи с проведением этой экспозиции. 26 территорий империи участвовали в колониальной выставке. В честь Парижской колониальной выставки была выпущена серия почтовых марок.

## Коммунистическая контр-выставка
По просьбе Коминтерна Французской коммунистической партией была организована небольшая контр-выставка под названием «Правда о колониях». Альтернативная выставка привлекла очень мало посетителей (5000 за 8 месяцев). Первый раздел был посвящен злоупотреблениям, совершённым во время колониальных завоеваний, и цитировал критические высказывания Альберта Лондра и Андре Жида по поводу принудительного труда в колониях. Второй раздел был призван продемонстрировать преимущества коммунистической национальной политики по сравнению с «империалистическим колониализмом».

## Наследие
Многие здания, сооружённые для выставки, были сохранены или перемещены.
- Дворец Порт-Доре — бывший национальный музей искусств и искусства, нынешний национальный музей истории в Париже.
- Основы зоологического парка в Венсенском лесу.
- Венсенская пагода — один из буддийских центров Парижа.